# Indonesische Reistafel

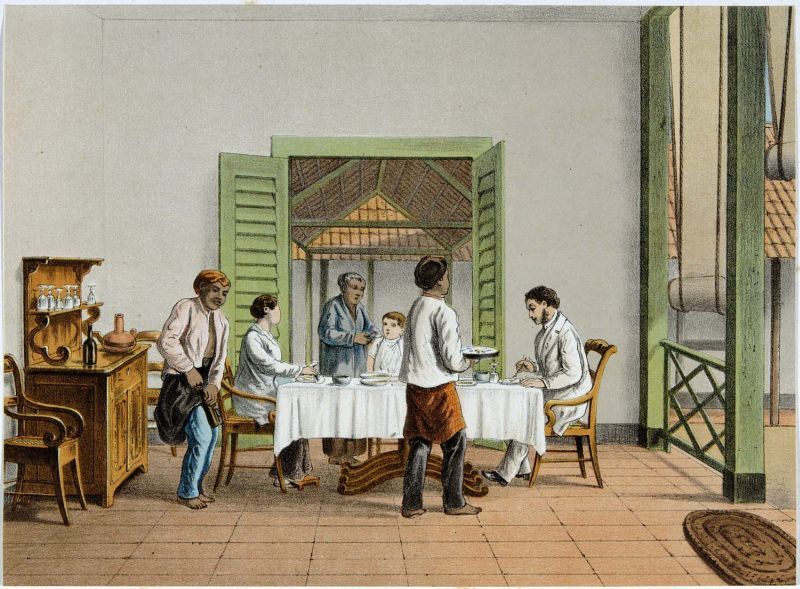
Die Reistafel (1883–1889)

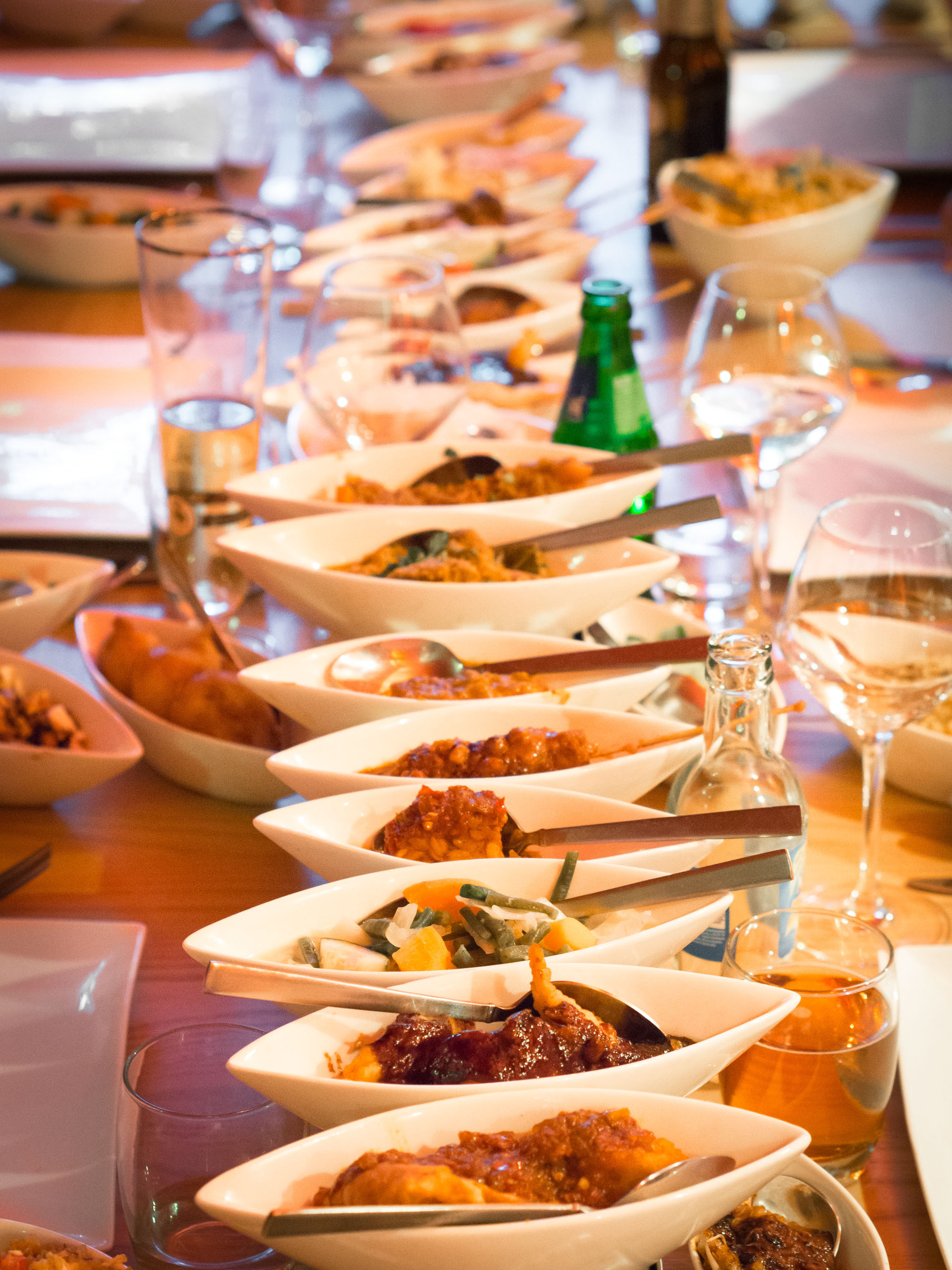
Indonesische Reistafel

Die Indonesische Reistafel leitet sich vom niederländischen Wort Rijsttafel (auf Deutsch etwa Reistisch) ab und ist ein Festbankett der indonesischen Küche.

## Geschichte
Diese ursprünglich in Indonesien unbekannte Art eines Festmahls wurde von den Niederländern während ihrer Kolonialherrschaft in dem Land eingeführt, um in Form eines Buffets auf einer langen Tafel verschiedene Gerichte vor allem der javanischen Küche zusammenzubringen. Zeitlich kann die „Erfindung“ des Banketts auf die Zeit nach der Eröffnung des Suezkanals 1869 verortet werden. Durch die deutlich verkürzte Reisezeit auf der Passage Niederlande–Indonesien brachten Männer, die zum Beispiel als Kolonialbeamte für längere Zeit in die Kolonie reisten, in signifikanter Zahl ihre Familien mit, und die niederländischen Frauen brachten niederländische Koch-, Ess- und Serviergewohnheiten nach Indonesien, was zur Entwicklung des Festessens Rijsttafel führte. Mit der Eröffnung des Suezkanals kam nach und nach die touristische Erschließung Indonesiens zunächst durch die Kolonialherren auf, die die Einführung des Banketts in die niederländische Küche einleitete. Die Rijsttafel entwickelte sich unter der Kolonialgesellschaft zu einem beliebten Festtagsbrauch; in den führenden Hotels in Batavia und Bandung wurden zu Beginn des 20. Jahrhunderts bei Reistafel-Festessen bis zu 60 verschiedene Gerichte aufgetragen. Bis heute gilt sie als „Kronjuwel“ der indonesischen Küche.

## Ablauf
Man sitzt in geselliger Runde an langen Tischen, auf denen Schüsseln mit Reis stehen. Dazu werden bis zu 40 verschiedene Gerichte aufgetragen, meist variiert mit Fleisch, Fisch, Gemüse und Salaten und gewürzt mit Bumbu. Der indische Einfluss der Gewürzinseln spiegelt sich in den oftmals mit Curry verfeinerten Gerichten wider. Jeder am Tisch bedient sich selbst mit Reis und kostet ein wenig von allen Gerichten. Dieses Festessen wird traditionell mit den Fingern gegessen.